# Kassandé
Kassandé är en ort i Burkina Faso.   Den ligger i regionen Cascades, i den sydvästra delen av landet, 400 km sydväst om huvudstaden Ouagadougou. Kassandé ligger 337 meter över havet och antalet invånare är 1 307.
Terrängen runt Kassandé är platt. Närmaste större samhälle är Sidéradougou, 16,5 km norr om Kassandé.
Omgivningarna runt Kassandé är huvudsakligen savann. Runt Kassandé är det glesbefolkat, med 9 invånare per kvadratkilometer.